# 莫氏隱油鯰
莫氏隱油鯰（學名：Pimelabditus moli），為輻鰭魚綱鯰形目長鬚鯰科的其中一種，分布於南美洲法屬圭亞那和蘇里南的马罗尼河流域，體長可達14.1公分。